# Teerisaari (ö i Finland, Kajanaland, Kehys-Kainuu, lat 64,53, long 29,21)
Teerisaari är en ö i Finland. Den ligger i sjön Mikitänjärvi och i kommunen Hyrynsalmi i den ekonomiska regionen  Kehys-Kainuu  och landskapet Kajanaland, i den centrala delen av landet, 500 km norr om huvudstaden Helsingfors. Öns area är 0,2 hektar och dess största längd är 90 meter i sydöst-nordvästlig riktning.